# Audan Beineu
Der Audan Beineu (kasachisch Бейнеу ауданы Beineu audany, russisch Бейнеуский район Beineuski rajon) ist ein Bezirk im Gebiet Mangghystau in Kasachstan.

## Geografie
Der Audan Beineu befindet sich im Westen Kasachstans im Gebiet Mangghystau. Er grenzt im Norden an den Audan Schylyoi im Gebiet Atyrau, im Osten an den Audan Baighanin im Gebiet Aqtöbe und im Südosten an die zu Usbekistan gehörende autonome Republik Karakalpakistan. Im Süden grenzt der Bezirk an den Audan Mangghystau. 
Im Westen hat der Audan Beineu eine Küste am Kaspischen Meer. Dort befindet sich die Bucht Öliqoltyq, an die sich die Bucht Qaidaq, ein schmaler Meeresarm des Kaspischen Meeres, anschließt. Beide sind infolge des sinkenden Meeresspiegels mittlerweile ausgetrocknet. In dieser Region gibt es mehrere Ölfelder. Die Landschaft der Region ist flach, ein großer Teil des Bezirks wird vom Kaspischen Tiefland eingenommen. Dieser Teil liegt mehrere Meter unter dem Meeresspiegel. Der östliche Teil des Bezirks liegt auf dem Ustjurt-Plateau, einer ausgedehnten wüsten- bis steppenartigen Hochebene.

## Bevölkerung
Bei der Volkszählung 1999 hatte der Audan Beineu 26.548 Einwohner. Die Volkszählung 2009 ergab für den Bezirk eine Einwohnerzahl von 46.937. Bei der letzten Volkszählung 2021 lebten 70.585 Menschen im Audan Beineu. Die Fortschreibung der Bevölkerungszahl ergab zum 1. Januar 2025 eine Einwohnerzahl von 72.842.
| Einwohnerentwicklung               | Einwohnerentwicklung | Einwohnerentwicklung | Einwohnerentwicklung | Einwohnerentwicklung |
| 1979                               | 1989                 | 1999                 | 2009                 | 2021                 |
| ---------------------------------- | -------------------- | -------------------- | -------------------- | -------------------- |
| 22.044                             | 23.472               | 26.548               | 46.937               | 70.585               |
| Anmerkung: Volkszählungsergebnisse |                      |                      |                      |                      |

## Verwaltungsgliederung
Der Audan Beineu ist in zehn ländliche Bezirke (kasachisch Ауылдық округ Auyldyq okrug; russisch Сельский округ Selski okrug) gegliedert (Stand: 2021).
| Ländlicher Kreis | Einwohner | Einwohner | Orte                |
| Ländlicher Kreis | 2009      | 2021      | Orte                |
| ---------------- | --------- | --------- | ------------------- |
| Aqschigit        | 2.567     | 2.031     | Aitschan, Aqschigit |
| Beineu           | 32.452    | 55.842    | Beineu              |
| Boranqul         | 6.310     | 7.277     | Boranqul            |
| Jesset           | 897       | 771       | Jesset              |
| Sam              | 716       | 701       | Noghaity, Sam       |
| Sargha           | 1.348     | 1.543     | Sargha              |
| Syngghyrlau      | 836       | 531       | Syngghyrlau         |
| Täschen          | 299       | 237       | Täschen             |
| Tölep            | 876       | 966       | Tölep               |
| Turysch          | 636       | 686       | Turysch             |